# Illertissen

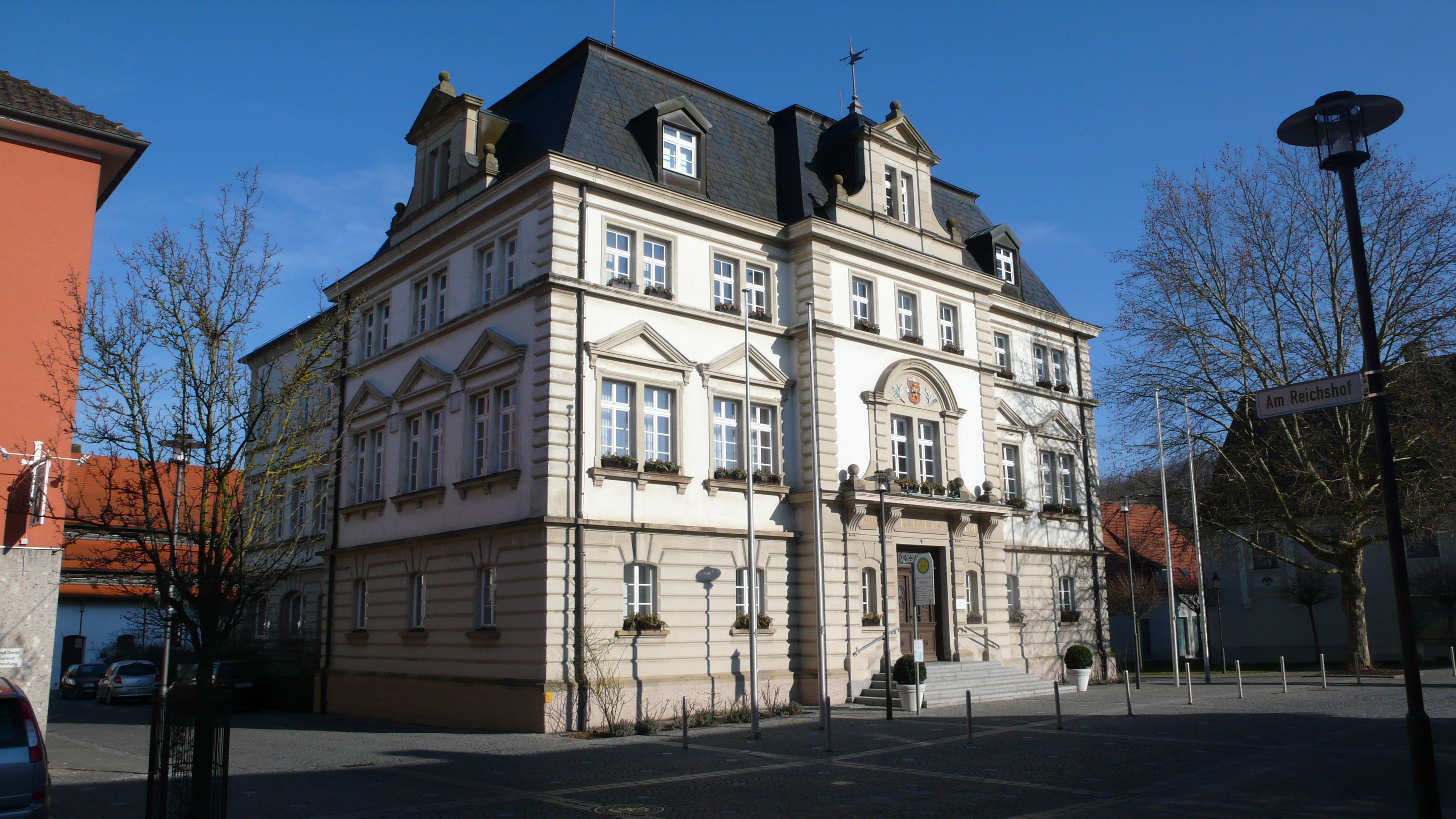
Illertissen (primăria)

Illertissen este un oraș din districtul Neu-Ulm, regiunea administrativă Șvabia, landul Bavaria, Germania.

## Personalități
- Verena Sailer, atletă germană, campioană europeană la proba de alergări 100 m.